# 칸더슈테크
칸더슈테크(독일어: Kandersteg)는 스위스 베른주의 프루티겐-니더지멘탈구에 있는 자치체이다. 융프라우 대산괴 서쪽의 칸데르강 계곡을 따라 위치해 있다. 그것은 장엄한 산 풍경과 실반 고산 풍경으로 유명하다. 관광은 오늘날 경제 생활에서 매우 중요한 부분을 차지한다. 하이킹 코스, 등산, 내리막 및 크로스컨트리 스키와 같은 야외 활동을 일년내내 제공한다. 칸더슈테크는 스키 점프와 2018 노르딕 주니어 세계 스키 선수권 대회의 노르딕 결합 부분을 주최했다.

## 역사
칸더슈테크는 1352년 칸데르그룬트와 함께 der Kandergrund로 처음 언급되었다.
선사 시대에 이 지역은 가볍게 정착했다. 그러나 여러 신석기 시대 후기 또는 청동기 시대 초기 활이 뢰치베르크 빙하에서 발견되었으며, 청동기 시대 바늘은 골리체날프에서 발견되었다. 로마 시대부터 마을에서 다리와 도로의 일부가 발견되었다.
1909년까지 칸더슈테크는 정치적으로나 종교적으로 칸데르그룬트의 일부였다. 1511년에 본당은 칸데르슈테크에 예배당을 지었고, 1530년 개신교 종교개혁의 도상 파괴에서 살아남았다. 1840년과 1860년 사이에 칸데르그룬트 본당의 효도교회가 되었고, 1910년에는 칸데르슈테그 본당의 본당 교회가 되었다. 1927년에 로마 가톨릭 교회가 세워졌다.
전통적으로 지역 경제는 계절별 고산 방목과 농업, 고산 고개를 통한 무역 지원에 의존했다. 17세기와 18세기에 외시넨알프에서 유황 채굴이 시작되었다. 유황을 이용하기 위해 19세기에 마을에 성냥 공장이 문을 열었다. 1850년경부터 시정촌은 관광지로 성장했다. 1855년에서 1890년 사이에 5개의 호텔이 문을 열었고, 1913년에는 19개의 호텔이 생겼다. 1906년에서 1913년 사이에 뢰치베르크 터널과 뢰치베르크 철도 노선이 건설되는 동안 인구가 급격히 증가했다. 새로운 철도 노선과 터널로 인해 점점 더 많은 관광객이 칸더슈테크를 방문하게 되었다. 1948년 외시넨 호수로 가는 체어리프트가 개통되었고, 1951년에는 케이블카가 계곡 바닥으로 연결되었다. 스키점프는 1979년에 만들어졌다. 1923년 칸데르슈테그 국제 스카우트 센터가 문을 열었다.

## 지리

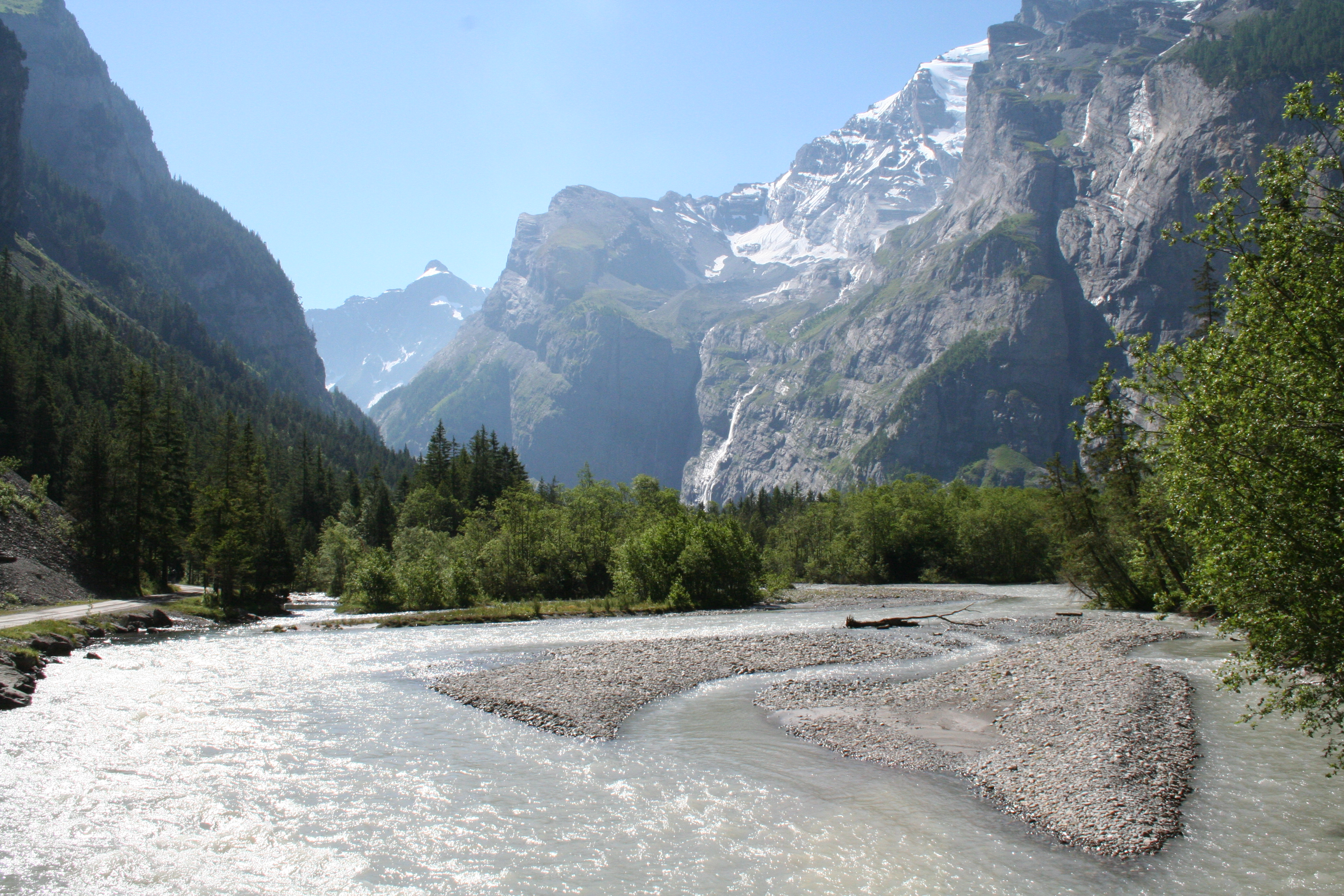
가스테론 계곡의 상부 칸데르

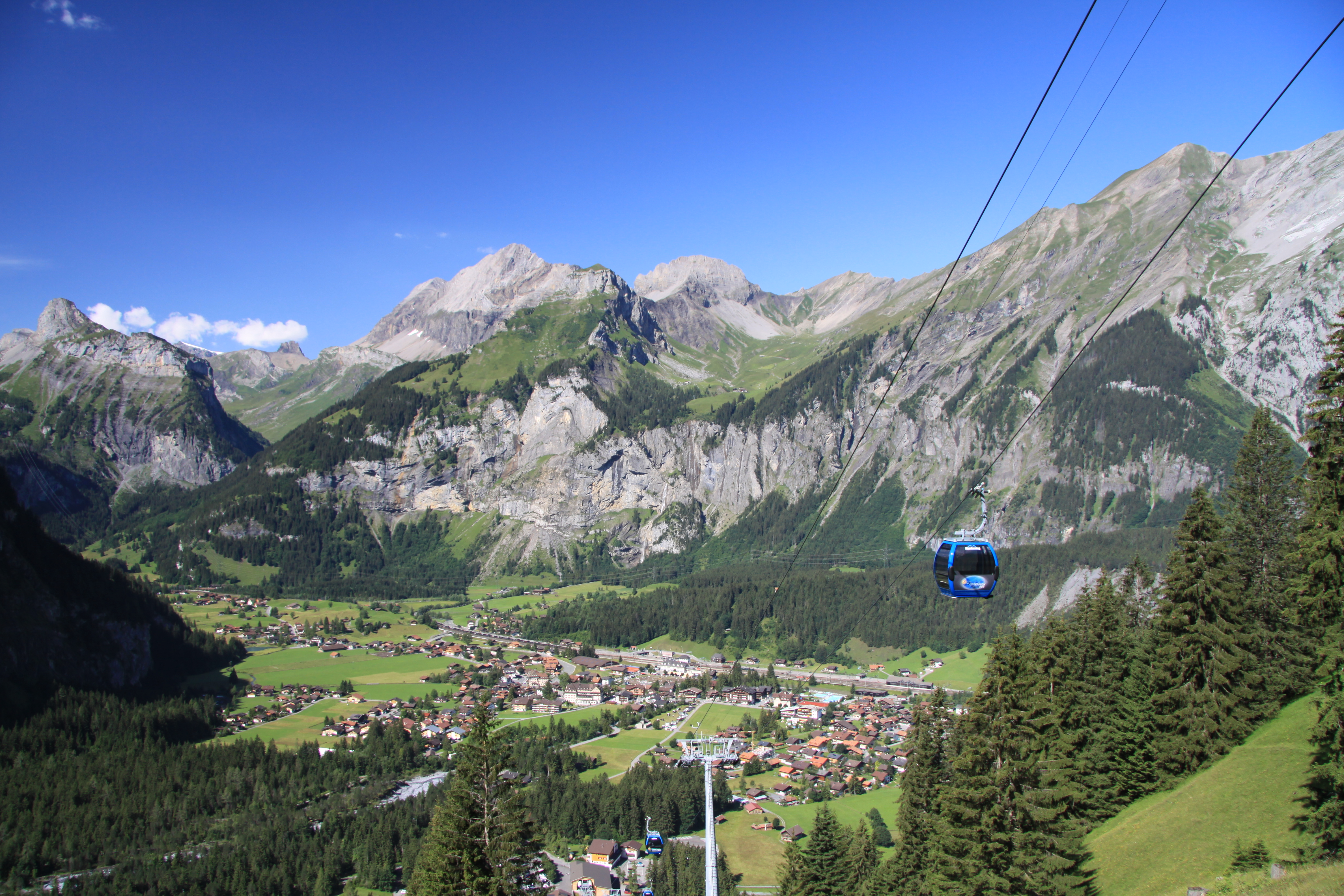
동쪽에서 본 칸더슈테크의 풍경

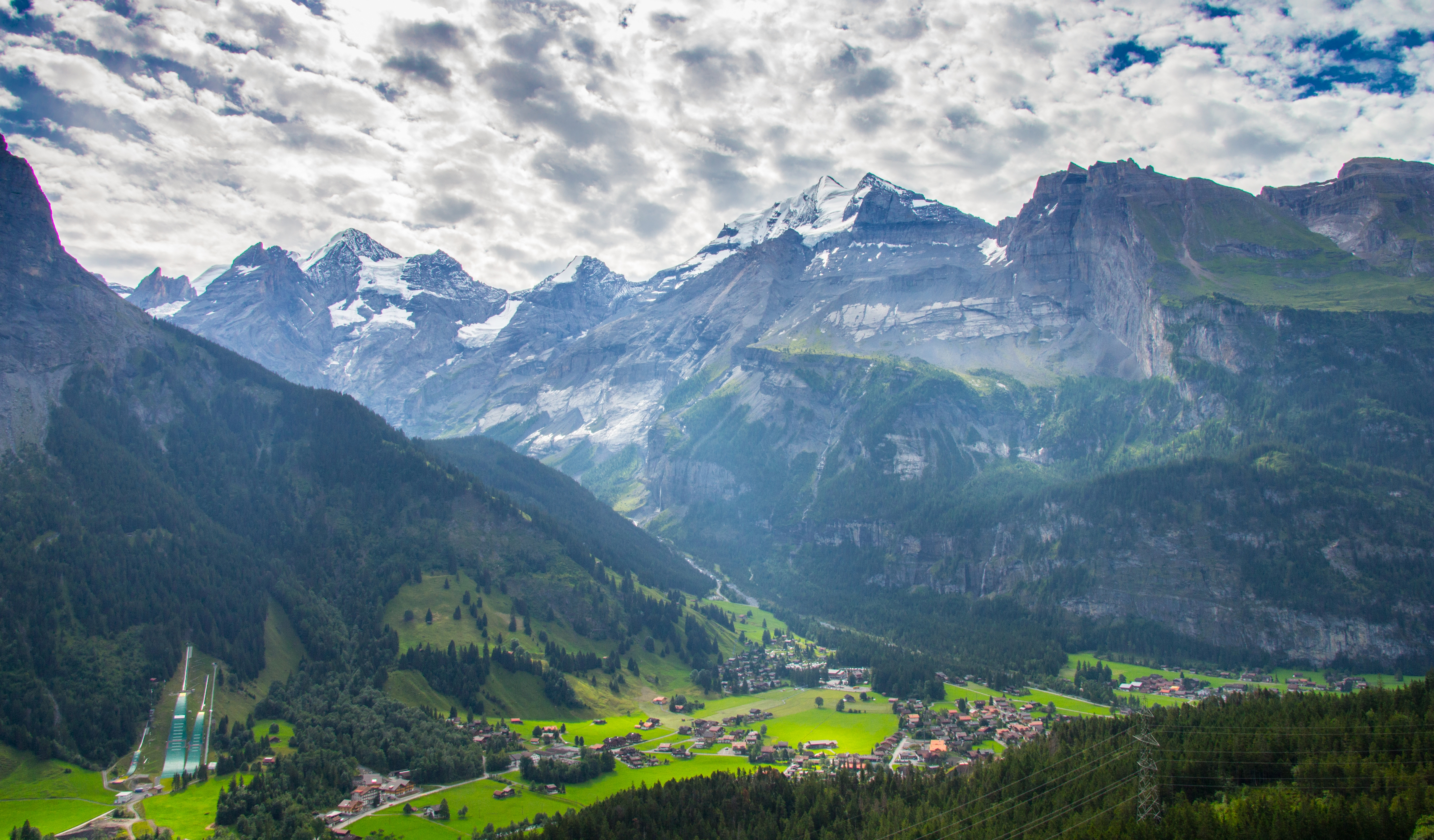
블뷔엠리스알프, 돌덴호른과 함께 서쪽에서 본 칸데르슈테그 풍경

칸더슈테크는 뢰첸 고개와 겜미 고개 기슭의 해발 1,200m 고도에 있는 베른 알프스의 북쪽에 위치해 있다. 1,200명의 주민이 있는 이 마을은 상류 칸더 계곡에 있다. 지자체는 가스테른(칸데르 계곡 상부) 및 외시넨 계곡을 포함하는 영토에 걸쳐 확장 된다. 여기에는 칸더슈테크 및 가스테른 마을이 포함된다.
칸더슈테크는 높은 산으로 둘러싸여 있다. 남쪽으로 발레주와 경계를 이루는 발름호른(3,698m)은 계곡에서 가장 높다. 그 다음은 마을 동쪽에 있는 블뤼엠리스알프 (3,663m)이다. 그로스 로흐너(3,049m)는 칸데르 계곡과 서쪽의 아델보덴 계곡 사이에서 가장 높은 정상이다.
분더흐린데 고개(2,385m)는 칸더슈테크와 아델보덴을 연결하는 반면, 동쪽의 호흐튀를리 고개(2,778m)는 칸더슈테크와 킨탈 계곡의 그리스알프를 연결한다. 어느 쪽 고개도 도로가 없지만, 둘 다 스위스를 가로질러 마을을 통과하는 자르간스와 몽트뢰 사이의 장거리 하이킹 코스인 알파인 패스 루트 일부를 형성한다.
계곡에서 가장 큰 호수는 외시넨 호수이다. 그것은 블뤼엠리스알프 대산괴 기슭에 있는 칸더슈테크에서 동쪽으로 1,578m에 위치해 있다. 가스테른 계곡은 거의 폐쇄된 계곡이다. 계곡의 위쪽 끝에는 44km 길이의 칸더 강의 발원지인 칸더 빙하가 있다. 가스테른 계곡은 2,700m 높이의 뢰첸 고개로 가는 길에 있다.
지자체의 일부는 융프라우-알레취 지역에 위치하고 있으며, 2001년 유네스코 세계 문화 유산으로 지정되었으며 2007년에 확장되었다. 이 지역은 외시넨 호수와 가스턴 계곡으로 구성된다.
칸더슈테크의 면적은 134.33k㎡이다. 이 면적 중 17.84k㎡ (13.3%)가 농업용으로 사용되는 반면 15.86k㎡ (11.8%)는 산림이다. 나머지 토지 중 1.33k㎡ (1.0%)가 정착(건물 또는 도로), 2.5k㎡ (1.9%)가 강 또는 호수이며 96.96k㎡ (72.1%)는 비생산적인 토지이다.
건설 면적 중 주택과 건물이 0.4%를 구성하고 교통 인프라가 0.4%를 구성한다. 산림 면적의 8.8%는 산림이 우거져 있고, 1.3%는 과수원이나 작은 나무 군락으로 덮여 있다. 농경지 중 1.2%는 목초지이고 12.0%는 고산 목초지로 사용된다. 시정촌의 물 중 1.0%는 호수에 있고 0.9%는 강과 시내에 있다. 비생산적인 지역 중 10.4%는 비생산적인 초목, 43.1%는 초목이 자라기에는 너무 바위가 많은 지역, 18.6%는 빙하로 덮여 있다.
시정촌은 가스테른 및 외시넨 계곡의 일부와 블륌리스알프산의 일부와 함께 칸데르강 계곡의 가장 상단 부분에 위치하고 있다. 그것은 칸더슈테크 마을과 가스테른의 베우에르트를 포함하는 칸더슈테크의 베우에르트로 구성된다.
2009년 12월 31일에 시정촌의 이전 구역인 프루티겐구가 해산되었다. 다음 날 2010년 1월 1일에 새로 생성된 프루티겐-니더지멘탈구에 합류했다.

## 인구통계

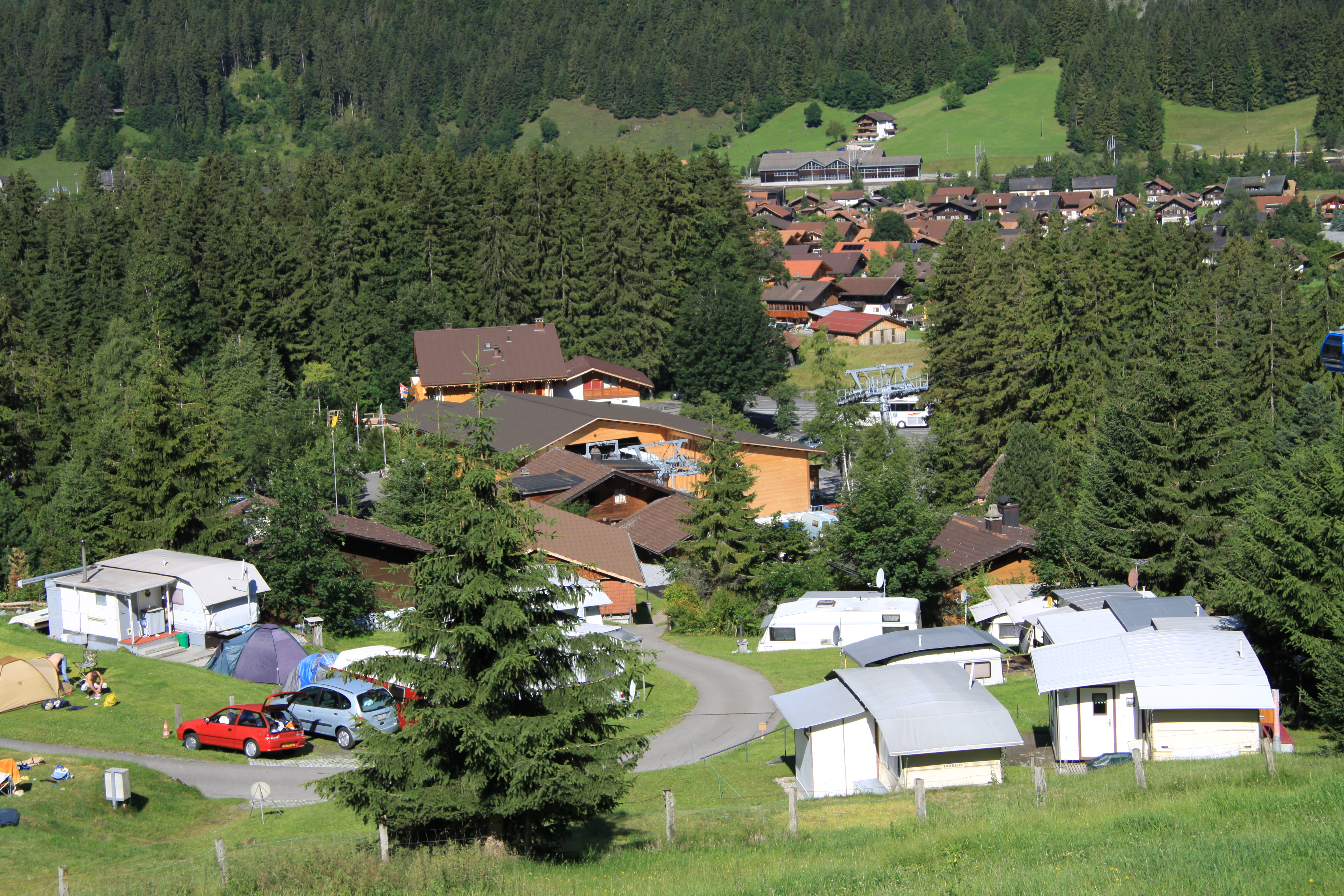
하절기 칸더슈테크의 주택, 오두막과 텐트

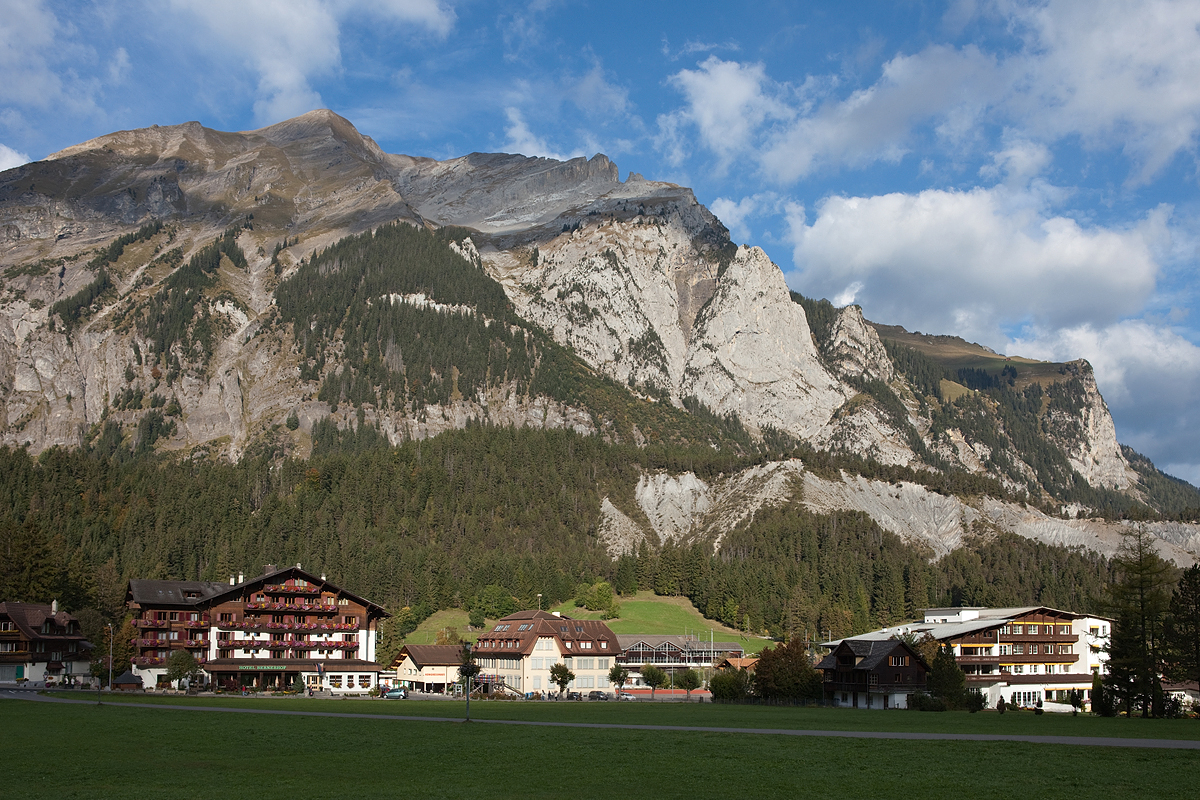
칸더슈테크의 주 거리

2020년 12월 기준, 칸더슈테크의 인구는 1,288명이다. 2010년 기준으로 인구의 17.9%가 거주하는 외국인이다. 2000년부터 2010년까지 지난 10년 동안 인구는 4.3%의 비율로 변화했다. 이민은 9.7%, 출생 및 사망은 -4.5%를 차지했다.
2000년 기준, 인구 대부분인 1,022명(89.9%)이 독일어를 모국어로 사용하고, 포르투갈어가 32명(2.8%)으로 두 번째로 많이 사용하고, 영어가 13명(1.1%)으로 세 번째로 사용된다. 프랑스어를 할 수 있는 사람은 12명, 이탈리아어를 할 수 있는 사람은 5명이다.
2008년 기준으로 인구는 남성 48.3%, 여성 51.7%이다. 인구는 486명의 스위스 남성(인구의 39.5%)과 108명(8.8%)의 비 스위스 남성으로 구성되었다. 스위스 여성은 525명(42.6%), 비 스위스 여성은 112명(9.1%)이었다. 지자체의 인구 중 403명(35.4%)가 칸더슈테크에서 태어나 2000년에 그곳에서 살았다. 같은 주에서 태어난 355명(31.2%)가 있었고, 154명(13.5%)가 스위스 다른 곳에서 태어났다. 181명(15.9%)가 스위스 외부에서 태어났다.
2010년 기준으로 아동·청소년(0~19세)이 16.2%, 성인(20~64세)이 61.9%, 노인(64세 이상)이 21.9%를 차지한다.
2000년 기준으로 시정촌에는 미혼이거나 독신인 사람이 436명 있다. 기혼자는 597명, 미망인은 72명, 이혼한 사람은 32명이었다.
2000년 현재 1인 가구는 166가구, 5인 이상 가구는 27가구이다. 2000년에는 총 467가구(전체의 48.5%)가 상설 임대되었고, 434가구(45.1%)는 계절적 임대, 61가구(6.3%)는 공실이었다. 2010년 기준 신규주택 건설률은 인구 1,000명당 32.5세대이다. 2011년 시정촌 공실률은 3.8%였다.
역사적 인구는 다음 차트에 나와 있다.
1906년부터 1913년까지 뢰치베르크 철도가 건설되면서 인구가 급격히 증가했다.

## 국가중요문화재

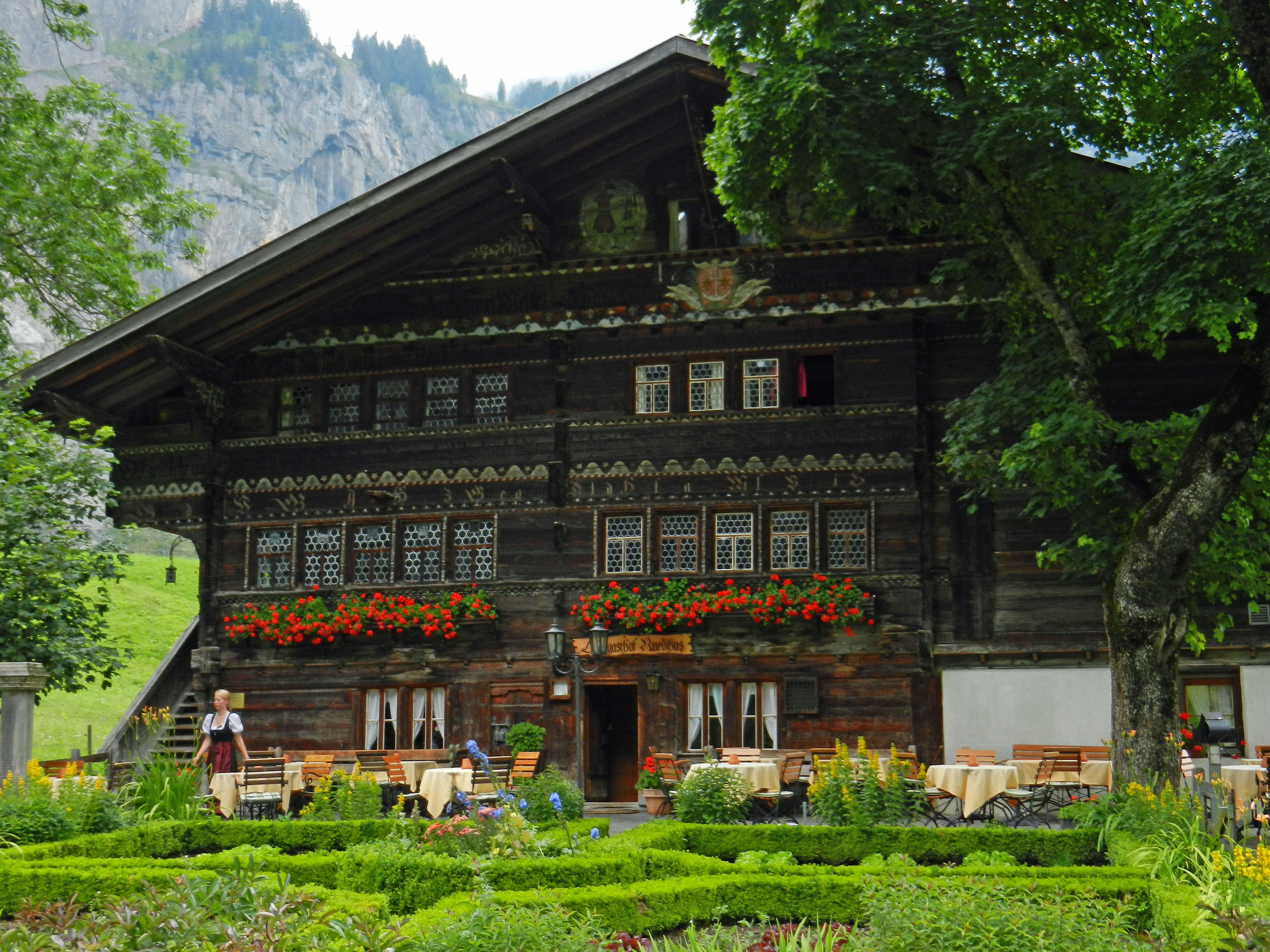
가스트호프 뤼디하우스

호텔과 레스토랑 또는 가스트호프 뤼디하우스는 국가적으로 중요한 스위스 문화 유산으로 등록되어 있다.

## 정치
2015년 연방 선거에서 가장 인기 있는 정당은 48.5%의 득표율을 기록한 스위스인민당(SVP) 이었다. 그 다음으로 인기 있는 3개 정당은 보수민주당(BDP) (13.7%), 사회민주당(SP) (11.9%), FDP(자유당 (7.7%)였다. 이번 연방 총선에서는 총 531표를 득표했고, 투표율은 57.6%였다.

## 경제

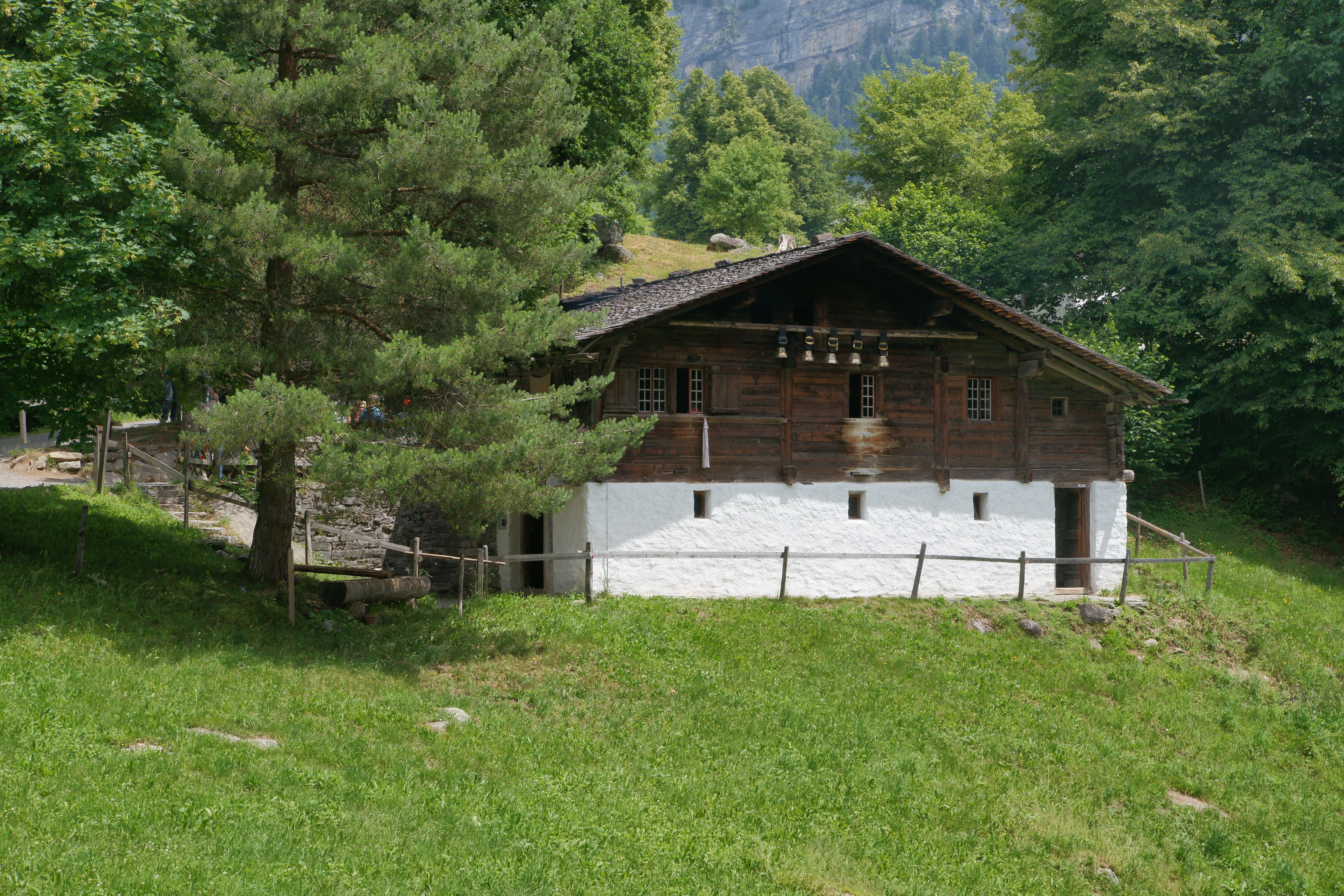
칸더슈테크의 유제품 제조소

2012년 기준으로 시정촌에 고용된 사람은 총 678명이다. 이 중 44개가 1차 경제 부문에 고용되었고, 이 부문에 약 15개 기업이 참여했다. 99명이 2차 부문에 고용되었고, 이 부문에 21개의 기업이 있었다. 535명이 3차 부문에 고용되었으며, 이 부문에는 104개 기업이 있다.
2011년 현재 칸더슈테크의 실업률은 2.57%이다. 2008년 기준으로 시정촌에 고용된 사람은 총 647명이다. 이 중 46개가 1차 경제 부문에 고용되었고, 이 부문에 약 16개 기업이 참여했다. 81명이 2차 부문에 고용되었고, 이 부문에 14개의 기업이 있었다. 520명이 3차 부문에 고용되었으며, 이 부문에는 76개의 기업이 있다. 시정촌 주민이 617명으로 일정 정도 고용되었으며, 그중 여성이 전체 노동력의 43.1%를 차지했다.
2008년에는 총 527개의 정규직에 상응하는 일자리가 있었다. 1차 부문의 일자리 수는 22개였으며 모두 농업에 있었다. 2차 부문의 일자리 수는 71개로 그중 9개(12.7%)가 제조업, 55개(77.5%)가 건설업이었다. 3차 부문의 일자리 수는 434개였다. 3차 부문은 도소매업 또는 자동차 수리업이 50명(11.5%), 물품이동 및 보관업이 58명(13.4%), 264명( 60.8%) 호텔이나 레스토랑, 6(1.4%) 보험이나 금융업, 7(1.6%) 교육, 20(4.6%) 건강 관리 업종.
2000년에는 175명의 시정촌으로 통근하는 근로자와 174명의 근로자가 출퇴근했다. 따라서 지자체는 매우 작은 차이로 노동자의 순수입 지자체이다. 근로 인구의 9.6%는 출퇴근을 위해 대중교통을 이용했고, 37%는 자가용을 이용했다.

## 종교

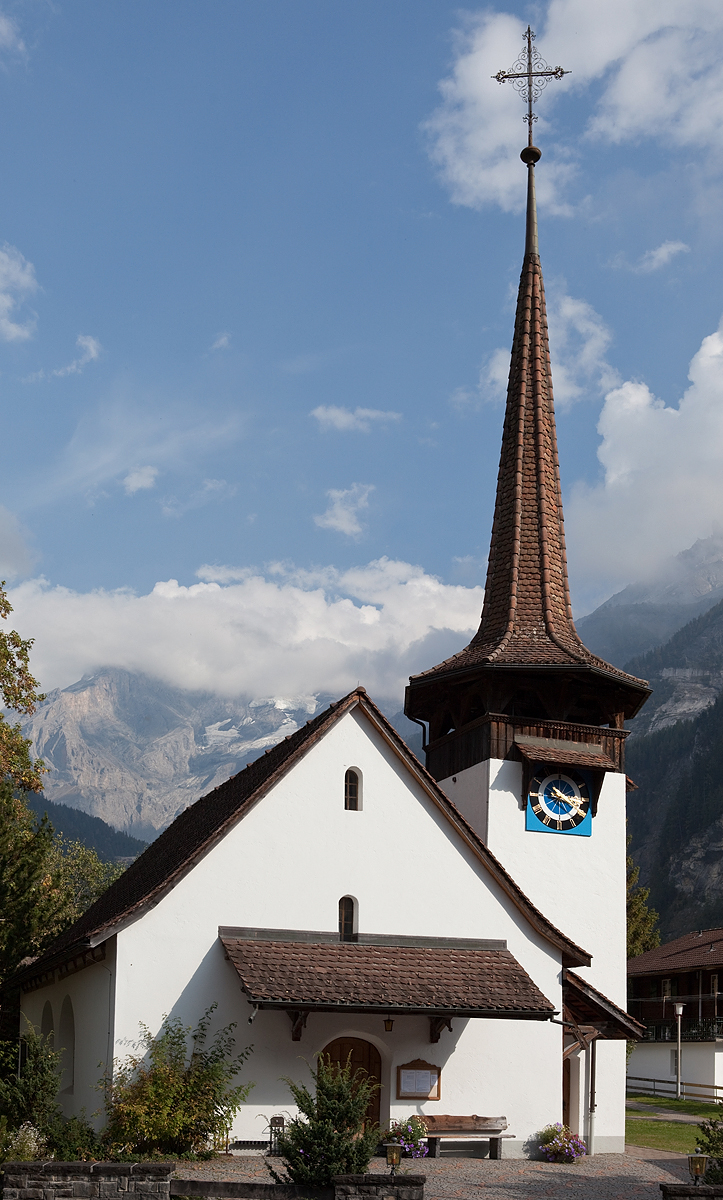
칸더슈테크의 스위스 개혁 교회

2000년 인구 조사에서 840명(73.9%)가 스위스 개혁 교회에 속했고 154명(13.5%)가 로마 카톨릭에 속했다. 나머지 인구 중 정교회 교인은 12명 (인구의 약 1.06%)이었고 다른 기독교 교인은 27명(인구의 약 2.37%)이었다. 이슬람교는 12명(인구의 약 1.06%)이었고, 다른 종교에 소속된 사람이 1명 있었다. 53명(인구의 약 4.66%)은 교회에 속하지 않았고, 불가지론자 또는 무신론자였으며 51명(인구의 약 4.49%)은 질문에 대답하지 않았다.

## 기후
1981년에서 2010년 사이에 칸더슈테크에는 연간 평균 139.2일의 비 또는 눈이 내렸고, 평균 강수량은 1,194mm였다. 가장 습한 달은 칸더슈테크의 평균 비 또는 눈이 147mm였던 7월이었다. 이달 동안 평균 강수량은 13.5일이었다. 강수량이 가장 많은 달은 6월로 평균 14.1일이었지만 비나 눈은 131mm에 불과했다. 연중 가장 건조한 달은 2월로 9.6일 동안 평균 강수량이 68mm이다.

## 교육
칸더슈테크에서는 인구의 약 509명(44.8%)이 비필수 중등 교육을 이수했으며, 106명(9.3%)이 추가 고등교육(대학 또는 응용학문대학)을 마쳤다. 고등 교육을 마친 106명 중 51.9%가 스위스 남성, 19.8%가 스위스 여성, 17.9%가 비스위스계 남성, 10.4%가 비스위스계 여성이었다.
베른주 학교 시스템은 1년의 의무가 아닌 유치원, 6년의 초등학교를 제공한다. 그 후 3년 동안의 의무적 중학교 과정을 거쳐 학생들의 능력과 적성에 따라 선발된다. 중학교 이후에 학생들은 추가 학교에 다니거나 견습생으로 들어갈 수 있다.
2010-11학년도 동안 칸더슈테크의 수업에 총 86명의 학생이 참석했다. 시정촌에는 18명의 학생이 있는 유치원이 하나 있었다. 유치원생 중 27.8%는 스위스의 영주권 또는 임시 거주자(시민권 아님)였으며 22.2%는 교실 언어와 다른 모국어를 사용한다. 지자체에는 3개의 초등학급과 68명의 학생이 있었다. 초등학생 중 13.2%는 스위스의 영주권 또는 임시 거주자(시민권 아님)였으며, 14.7%는 교실 언어와 다른 모국어를 사용한다.
2000년 현재 칸더슈테크에는 다른 지자체에서 온 학생이 1명 있었고 49명의 거주자는 지자체 외부 학교에 다녔다.

## 관광

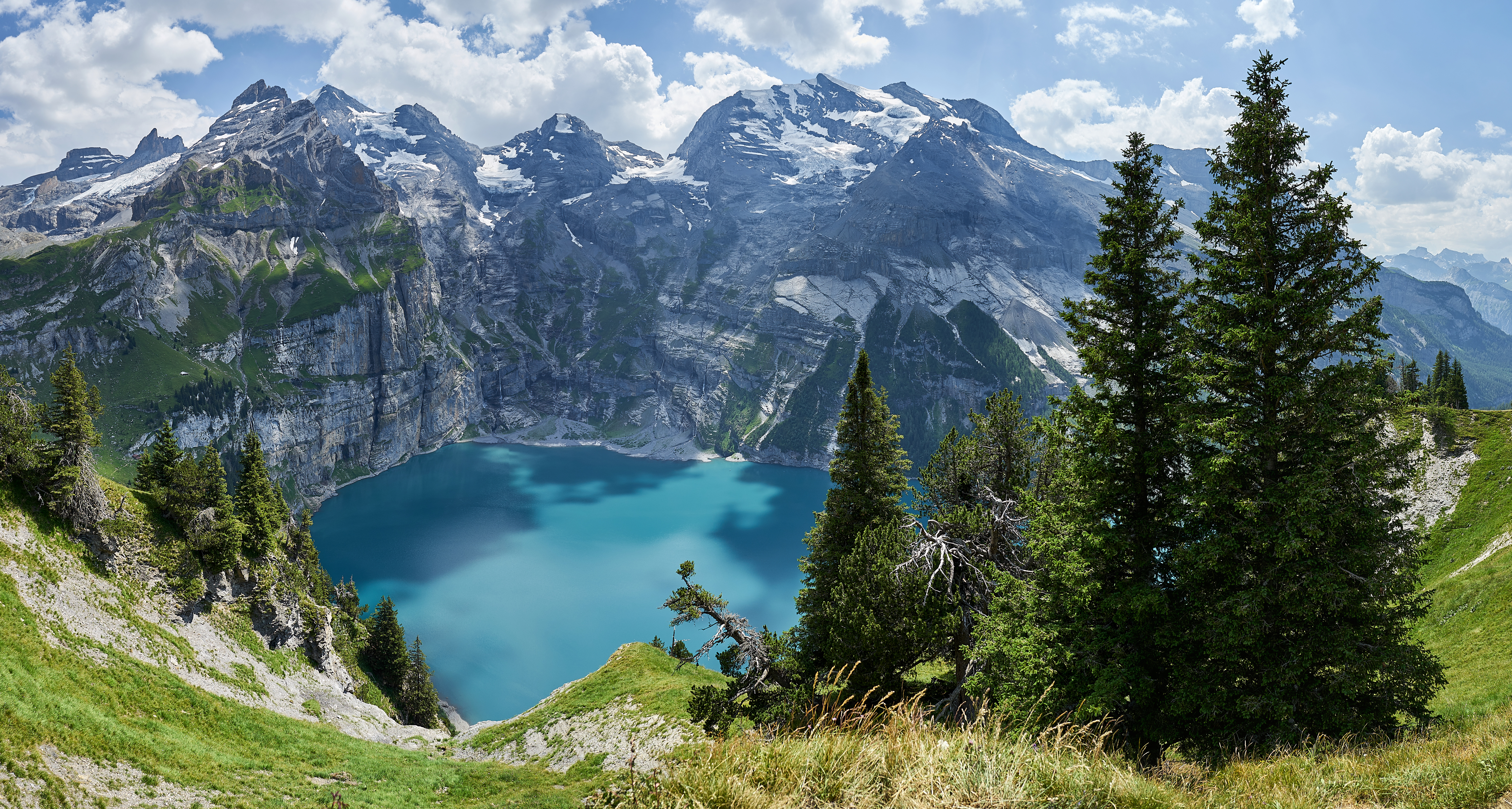
외시넨 호수

5성급 호텔부터 휴가용 아파트, 캠프장까지 다양한 숙박 시설이 이 마을의 특징이다. 월드 스카우트 센터는 마을 가장자리에 있다. 매년 전 세계에서 14,000명 이상의 스카우트가 방문한다. 스위스 알파인 클럽에 속한 여러 산장이 계곡에 있다.

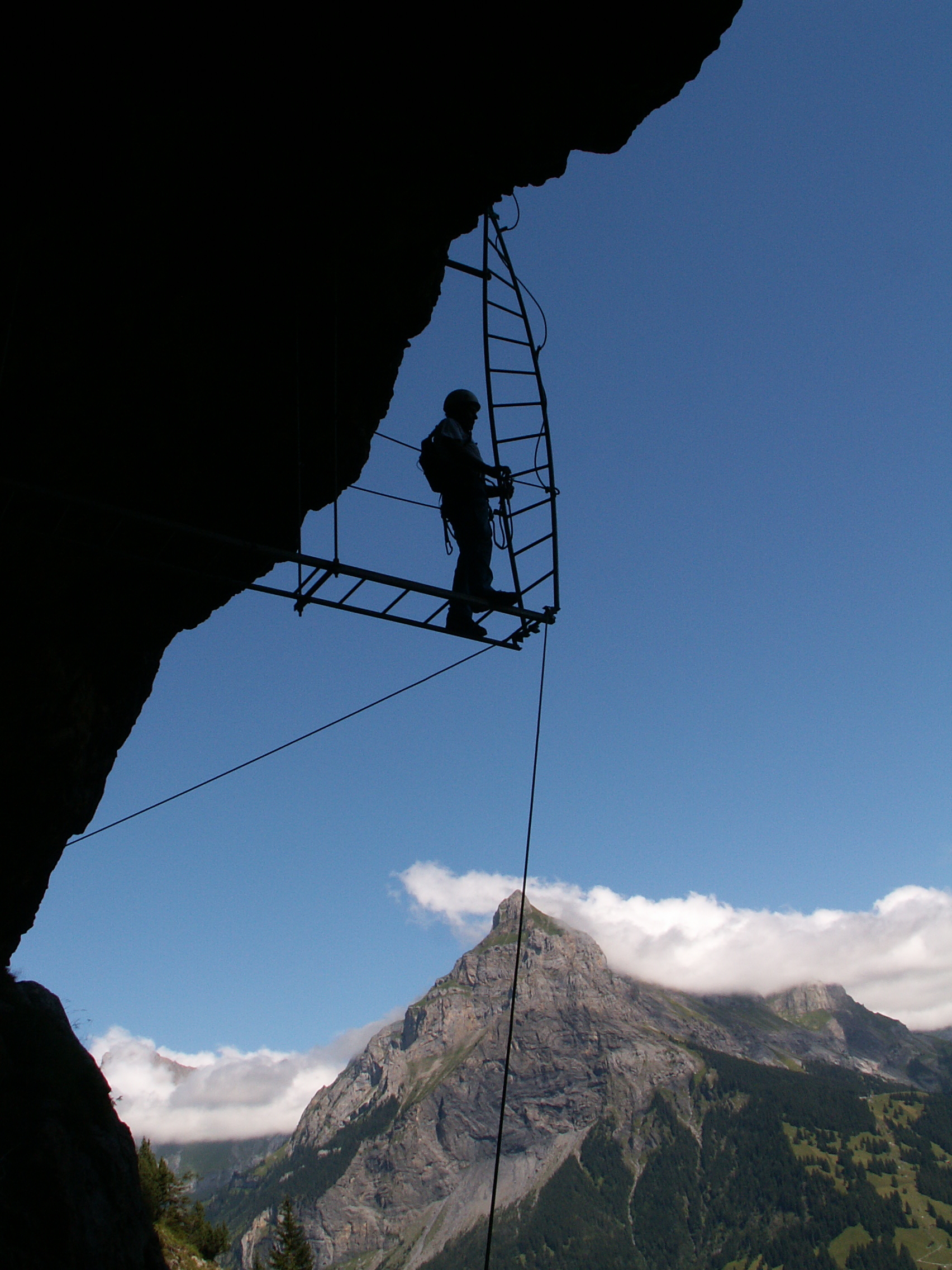
알멘알프 근처의 비아 페라타

칸데르 계곡에는 계곡 바닥에서 산꼭대기와 고개까지 광범위한 하이킹 트레일이 있다. 가장 유명한 루트는 발레주, 게미 고개를 가로질러 로이커바트까지 직진하거나 (케이블카가 양쪽 끝에서 운행됨) 또는 빌트 가스테른 계곡을 통해 더 높은 뢰첸 고개를 가로질러 뢰첸탈까지 이어진다.
외시넨 호수는 스위스에서 가장 매력적인 곳 중 하나로 간주되며, 2008년 9월 7일까지 운영되었던 리프트를 대체한 칸더슈테크-외시넨 케이블카로 접근할 수 있다. 다른 케이블카는 준뷔엘 및 알멘알프 지역을 운행한다.
겨울에는 계곡 바닥 이상에서 50km 이상의 크로스 컨트리 스키 트레일(클래식 및 스케이트)을 이용할 수 있다. 외시넨 호수와 준뷔엘 근처에 작은 내리막 스키장이 있다. 겨울 트레일 네트워크는 마을을 블라우제 및 게미 고개로 연결한다. 기타 겨울 활동으로는 스케이트, 컬링, 빙벽등반, 얼음낚시가 있다.
칸더슈테크 근처에는 리콜라 알피네 정원이 있다. 마을의 다른 명소로는 16세기 교구 교회가 있다.

## 교통

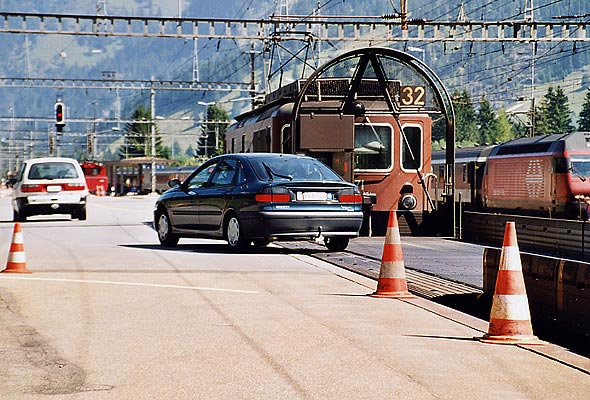
칸데르슈테크의 BLS 차량 셔틀 열차

칸더슈테크는 알프스를 가로지르는 주요 철도 노선인 뢰치베르크선의 일부인 뢰치베르크 터널의 북쪽 끝에 있는 우수한 교통망 덕분에 관광지로 발전했다.
칸더슈테크역은 마을에 위치하고 있으며 터널 북쪽의 첫 번째 역으로, 이 역을 통해 기차가 발레주 동부의 고펜슈타인에서 15km 동안 운행된다. 도로 차량은 개방형 자동차 셔틀 열차로 터널을 통해 고펜슈타인까지 운반할 수 있다.
2007년부터 새로운 뢰치베르크 베이스 터널은 프루티겐과 라론을 연결했다. 결과적으로 이전 뢰치베르크선은 훨씬 덜 집중적으로 사용된다. 오늘날에는 슈피츠를 경유하여 베른과 브리크 사이에서 시간당 지역 특급 열차가 운행되고 있으며, 화물 열차는 계속해서 산악 철도를 운행하고 있다.
시정촌은 또한 칸데르탈에서 미트홀츠, 블라우제, 칸데르그룬트 및 프루티겐까지, 가스테르탈에서 젤덴까지 이어지는 포스트아우토 버스 서비스를 제공한다.